# Lotus 30

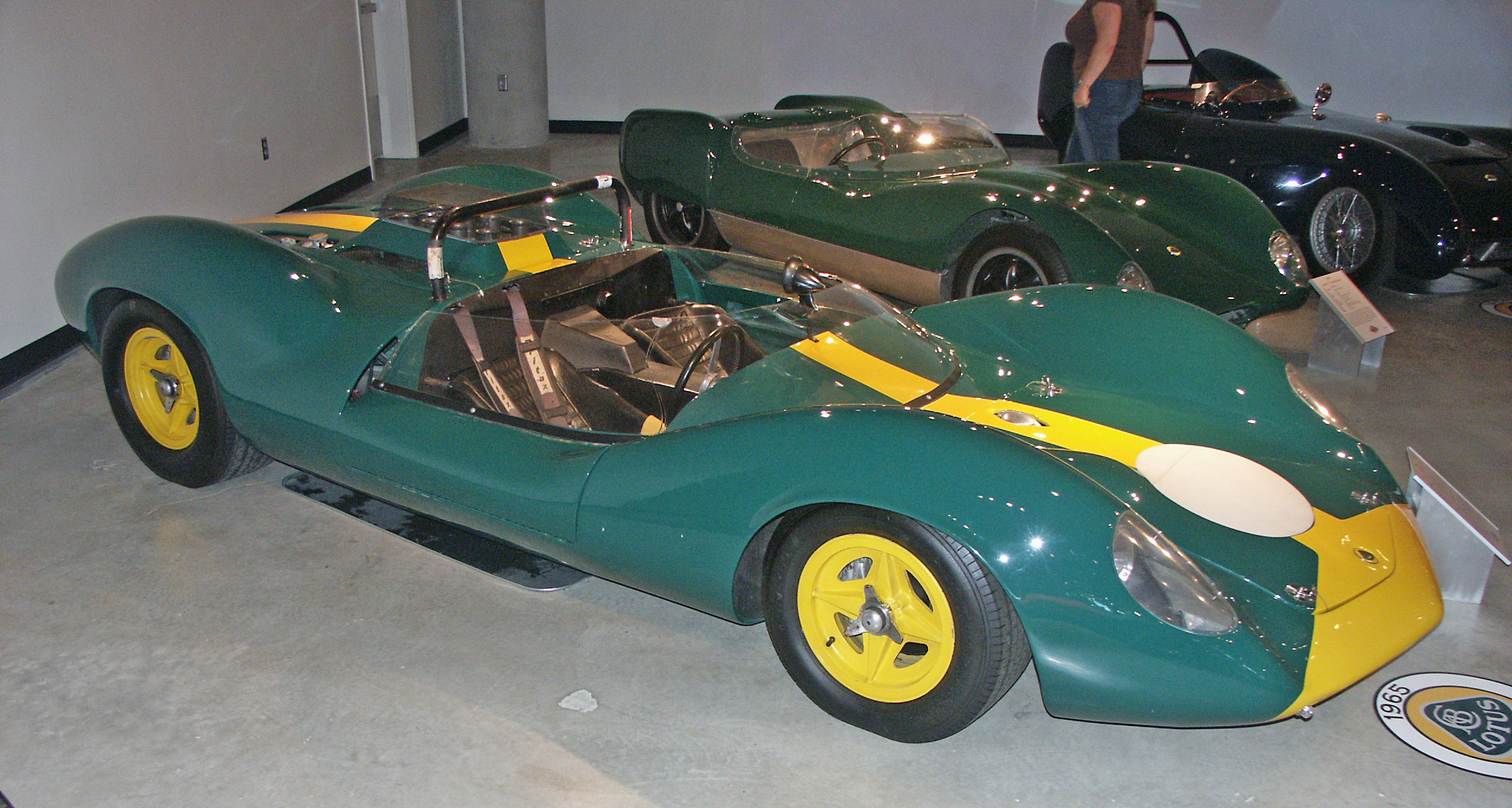
Lotus 30

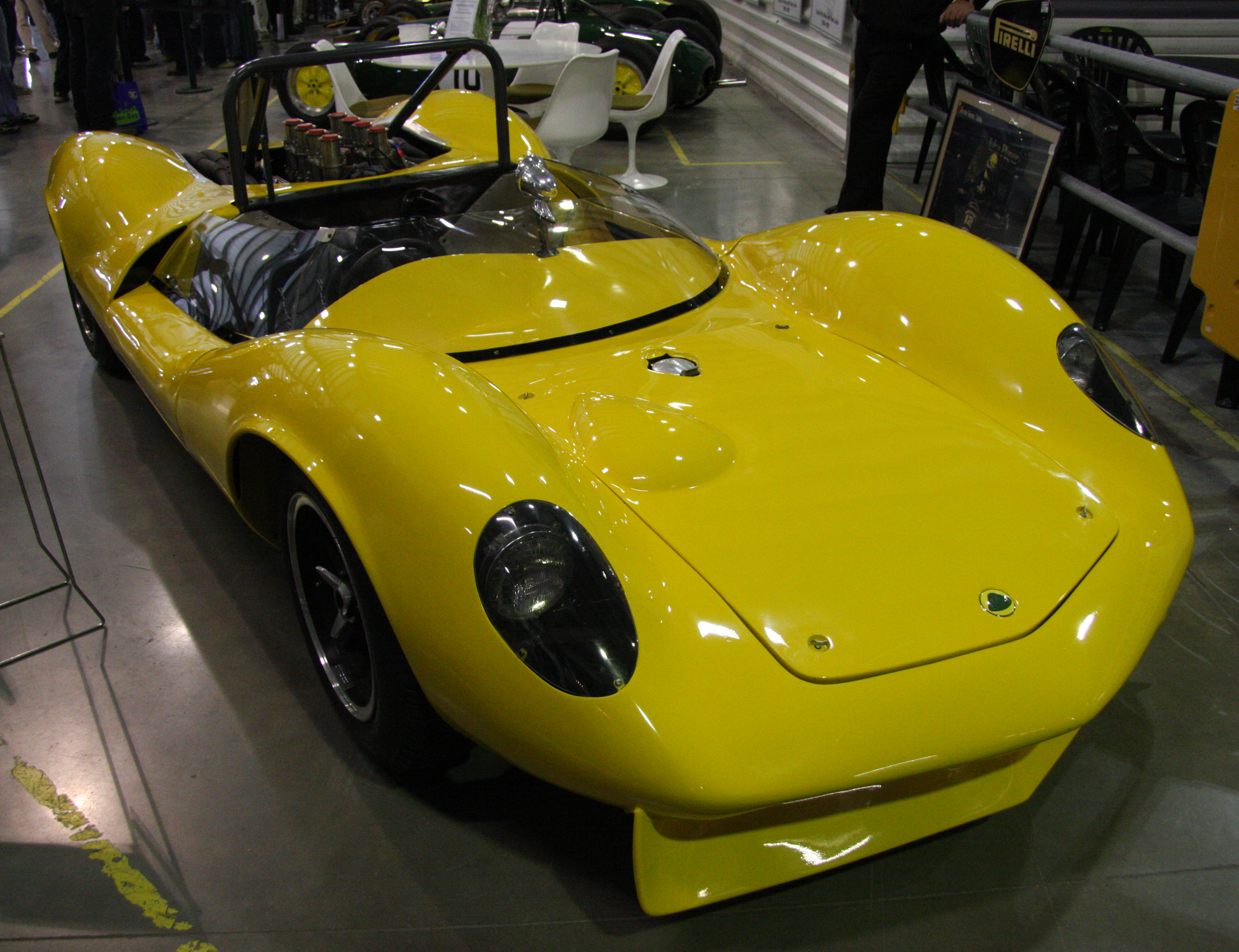
Lotus 30, Baujahr 1965

Der  Lotus 30 war ein Rennsportwagen, der 1964 bei Lotus entwickelt wurde.

## Entwicklungsgeschichte und Technik
Der Lotus 30 ist in der Geschichte des britischen Rennwagenbauers und Motorsportteams eine Einzelerscheinung. Der Wagen ist der einzige Lotus nach dem technischen Reglement der Gruppe 7. Dieses Reglement gab den Konstrukteuren viele technische Freiheiten. Es gab praktisch unbegrenzte Möglichkeiten mit Hubraum, Leistung, Turboladern und dem Anpressdruck des Wagens zu experimentieren. 1964 wurden die Rennen der Britischen, US-amerikanischen und Kanadischen Sportwagenmeisterschaft nach Gruppe-7-Regeln ausgefahren. Da für Colin Chapman in den 1960er-Jahren Rennwagenbau auch immer Fahrzeugverkauf bedeutete, entwickelten Chapman und Martin Wade den Lotus 30.
Der Rennwagen hatte einen Gitterrohrrahmen, der mit einer Fiberglas-Karosserie verkleidet war. Bei Lotus entschied man sich für ein 4,7-Liter-V8-Aggregat als Motor, das Ford selbst im GT40 verwendete. Das Triebwerk war für Lotus-Verhältnisse groß und schwer und wurde hinter dem Fahrersitz eingebaut. Der Wagen hatte Scheibenbremsen an allen vier Rädern und ein ZF-5-Gang-Getriebe.
Der Wagen war schnell, was bei dem starken Ford-Motor kein Wunder war, war aber gleichzeitig filigran und bei den Fahrern gefürchtet, da immer wieder die Aufhängungen brachen.

## Renngeschichte

### 1964
Den ersten Einsatz eines Lotus 30 gab es am 11. April 1964 im Oulton Park. Jim Clark gewann einen Wertungslauf zur Britischen Sportwagenmeisterschaft. Nach einem zweiten Gesamtrang von Clark beim Meisterschaftslauf in Aintree, siegte der Schotte im Mai bei einem zu keiner Meisterschaft zählenden Sportwagenrennen im Mallory Park. Den einzigen Sieg bei einem Rennen in den USA feierte der US-Amerikaner Bill Krause bei einem SCCA-Rennen in Laguna Seca.

### 1965
1965 wurde eine Vielzahl an Chassis bei sehr vielen Rennen von unterschiedlichen Teams eingesetzt. Siege: Homer Rader, bei einem Rennen in Green Valley; Jos van Altena beim vierten Wertungslauf zur Südafrikanischen Sportwagenmeisterschaft; Jim Clark beim ersten Wertungslauf zur Britischen Sportwagenmeisterschaft in Silverstone; Jos von Altena in Killarney; Newton Davis beim SCCA-Rennen in Lime Rock; Homer Rader beim SCCA-Rennen im US-amerikanischen Stuttgart; Bob Challman beim SCCA-Rennen in Santa Barbara; Leroy Melcher beim SCCA-Rennen in Kingsville und Jerry Crawford beim SCCA-Rennen in Thompson.

### 1966–1973
Bis 1973 waren Lotus 30 bei internationalen und nationalen Sportwagenrennen am Start und wurden in den letzten Jahren vor allem bei Clubrennen eingesetzt.